# Traces & Scars
 (avril 2017).
Si vous disposez d'ouvrages ou d'articles de référence ou si vous connaissez des sites web de qualité traitant du thème abordé ici, merci de compléter l'article en donnant les références utiles à sa vérifiabilité et en les liant à la section « Notes et références ».
Albums de Guy Bélanger
Blues Turn
(2014)
Traces & Scars est le cinquième album de Guy Bélanger paru en 2017. Pour son cinquième opus, Guy Bélanger fait le bilan d'une année 2016 durant laquelle il a su retrouver des collaborateurs de longue date dont Louis Bélanger et Céline Dion[réf. nécessaire]. L'année marque aussi le départ de son plus vieux partenaire musical Bob Walsh, avec qui il travaillait étroitement depuis 1974.
En ajoutant au compte ses bandes sonores pour les films Gaz Bar Blues et The Timekeeper, Traces & Scars représente son septième album en carrière. Il recèle 10 pièces instrumentales qui oscillent entre folk et blues et deux chansons, dont l’une interprétée par Luce Dufault. Le guitariste Preston Reed (Écosse) et le violoncelliste Eric Longsworth (France) sont de la partie.

## Liste des chansons
| No  | Titre                                   | Durée |
| --- | --------------------------------------- | ----- |
| 1.  | My Dearest Friend                       | 3:22  |
| 2.  | Better Days                             | 3:10  |
| 3.  | Fat Boy (avec Preston Reed)             | 2:58  |
| 4.  | Les mauvaises herbes                    | 4:34  |
| 5.  | Little Heart                            | 3:45  |
| 6.  | See the Light                           | 3:09  |
| 7.  | Traces & Scars (avec Eric Longsworth)   | 3:52  |
| 8.  | Kalaw (avec Claude Fradette)            | 4:08  |
| 9.  | Who's Left Standing (avec Luce Dufault) | 5:11  |
| 10. | Nitassinan                              | 3:28  |
| 11. | Hot Time                                | 3:40  |

## Crédits
- Guy Bélanger - Harmonicas, voix
- André Lachance - Guitares électriques et solo, lap steel, voix
- Rob MacDonald - Guitare électrique et solo
- Marc-André Drouin  - Basse, contrebasse et  piano
- Michel Roy - Batterie et  percussions
- Paul Picard - Percussions
- Kaven Girouard - Guitares
- Preston Reed - Guitares (piste 3)
- Eric Longsworth - Violoncelle (piste 7)
- Luce Dufault - Voix (piste 9)